# Kalînivka, Berezanka
Kalînivka (în ucraineană Калинівка) este localitatea de reședință a comunei Kimivka din raionul Berezanka, regiunea Mîkolaiiv, Ucraina.

## Demografie
Componența lingvistică a localității Kalînivka
     Ucraineană (89,64%)
     Rusă (7,74%)
     Română (2,03%)
     Alte limbi (0,1%)
Conform recensământului din 2001, majoritatea populației localității Kalînivka era vorbitoare de ucraineană (89,64%), existând în minoritate și vorbitori de rusă (7,74%) și română (2,03%).